# Bistum Verona
Das Bistum Verona (lateinisch Dioecesis Veronensis, italienisch Diocesi di Verona) ist eine in Italien gelegene Diözese der römisch-katholischen Kirche mit Sitz in Verona.
Das Bistum wurde im 3. Jahrhundert gegründet. Heute untersteht es als Suffraganbistum dem Patriarchat von Venedig.

## Weblinks

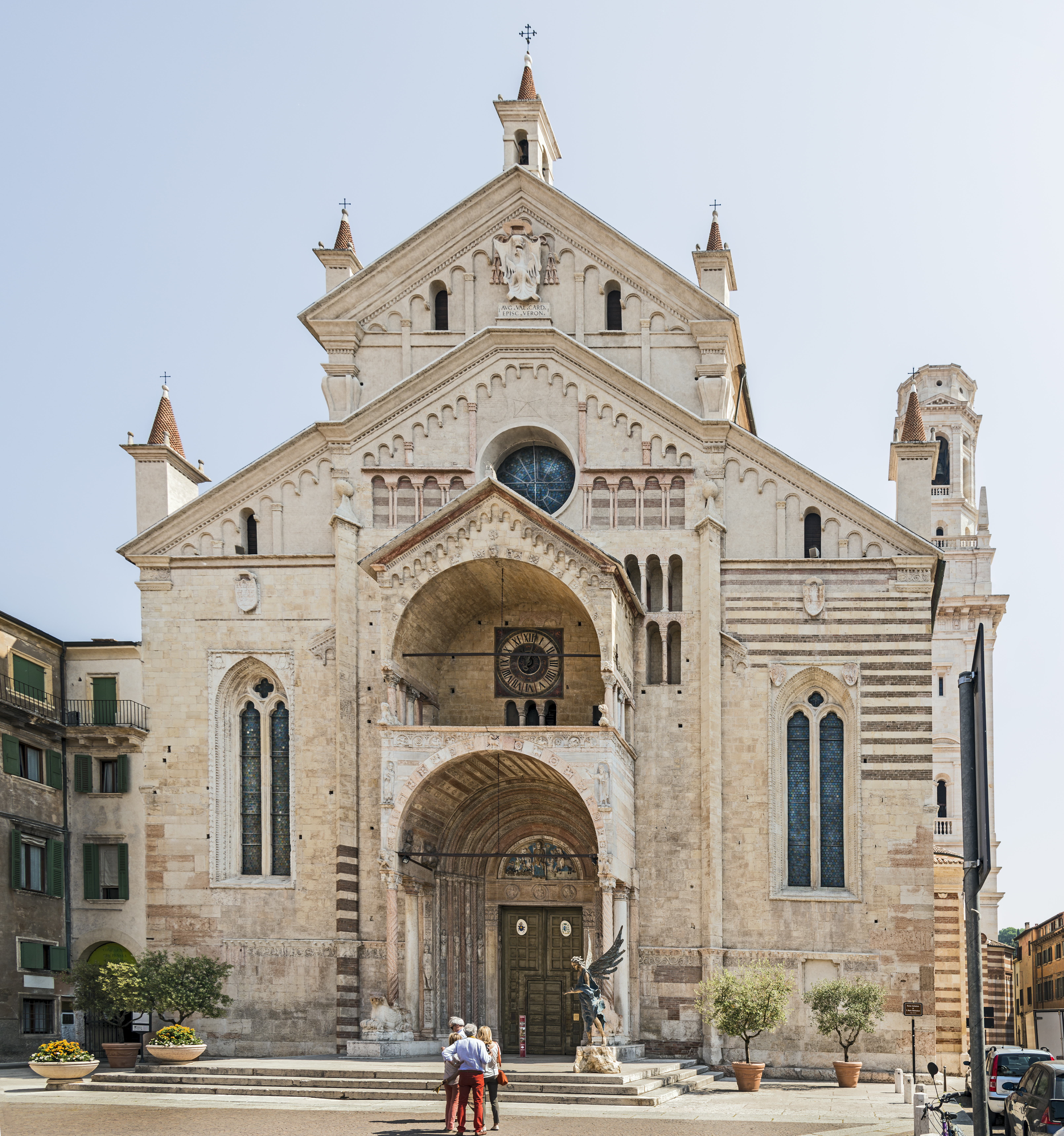
Kathedrale Santa Maria Assunta in Verona